# Representação de uma álgebra
Em matemática, uma representação de uma álgebra é um módulo sobre a álgebra ou, equivalentemente, um homomorfismo de álgebras entre a álgebra e o anel de endomorfismos de um espaço vetorial. 

## Definições
Dado um homomorfismo de álgebras {\displaystyle \rho :A\rightarrow {\textrm {End}}\,V}, a notação abreviada para {\displaystyle \rho (a)v} é {\displaystyle av} para módulos à esquerda e {\displaystyle va} para módulos à direita. Então, pode-se escrever um tipo de lei associativa: {\displaystyle (ab)v=a(bv)} para módulos à esquerda, e {\displaystyle (va)b=v(ab)} para módulos à direita.
Uma subrepresentação de uma representação {\displaystyle V} de uma álgebra {\displaystyle A} é um subespaço {\displaystyle W\subset V} o qual é invariante sobre todos os operadores {\displaystyle \rho (a):V\to V,a\in A}.
Sejam {\displaystyle V_{1},V_{2}} duas representações sobre um álgebra {\displaystyle A}. Um homomorfismo (ou operador intertwining) {\displaystyle \phi :V_{1}\to V_{2}} é um operador linear o qual comuta com a ação de {\displaystyle A}, isto é,
{\displaystyle \phi (av)=a\phi (v),\forall v\in V_{1}}. Um homomorfismo {\displaystyle \phi } é dito ser um isomorfismo de representações se for um isomorfismo entre espaços vetoriais.

## Proposições
Lema de Schur
Sejam {\displaystyle V_{1},V_{2}} representações irredutíveis de uma álgebra {\displaystyle A} sobre um corpo qualquer {\displaystyle \mathbb {F} }. Seja {\displaystyle \phi :V_{1}\to V_{2}} um homomorfismo entre representações não identicamente nulo. Então {\displaystyle \phi } é um isomorfismo.
Lema de Schur para corpos algebricamente fechados
Seja {\displaystyle V} uma representação irredutível de dimensão finita de uma álgebra {\displaystyle A} sobre um corpo algebricamente fechado {\displaystyle \mathbb {K} }, e {\displaystyle \phi :V\to V} é um operador interwinning. Então {\displaystyle \phi =\lambda {\text{Id}}} (o operador escalar).